# Wendy Chen
Wendy Chen Hsuan-Yu (* 1. Juni 1993 in Taichung, Republik China (Taiwan)) ist eine australische Badmintonspielerin. 

## Karriere
Wendy Chen gewann im Alter von 15 Jahren Silber im Dameneinzel bei den australischen Badmintonmeisterschaften 2008. 2011 nahm sie an den Badminton-Juniorenweltmeisterschaften teil. 2012 qualifizierte sie sich mit ihrer Nationalmannschaft für die Endrunde des Uber Cups, schied dort jedoch in der Gruppenphase aus. 2012 gewann sie die Landesmeisterschaft im Dameneinzel und im Damendoppel. 2015 gewann sie die Badminton-Ozeanienmeisterschaft.